# Déli sáskabéka
Az déli sáskabéka a kétéltűek (Amphibia) osztályának békák (Anura) rendjébe és a levelibéka-félék (Hylidae) családjába tartozó faj. Megjelenésében és viselkedésében nagyfokú hasonlóságot mutat az északi sáskabékával (Acris crepitans), emiatt korábban egyazon fajba tartozónak (konspecifikusnak) vélték őket. Tudományos neve a görög Acris (sáska) és gryllus (tücsök) szavak kombinációja.

## Előfordulása
A déli sáskabéka az Egyesült Államok endemikus faja, az ország délkeleti részén honos. Természetes élőhelye a parti mocsaras lápok, folyók árterülete mentén fekvő síkságok, kisebb tavak, árkok. Kedveli a napos területeket, erdővel fedett részeken általában nem található meg. Az Acris gryllus gryllus alfaj az Atlanti-óceán menti parti síkságokon található meg Virginia délkeleti részétől Észak- és Dél-Karolinán, Georgián, Alabamán át Mississippi államig, nyugaton a Mississippi-folyóig. Többnyire a keleti parton húzódó hegységektől keletre található meg, de elterjedési területe a folyóvölgyekben a hegyes területekre is felhúzódik. Az Acris gryllus dorsalis alfaj a floridai félszigeten él.

## Megjelenése
A déli sáskabéka hossza 16–32 mm, mérete kisebb az északi sáskabékáénál. További megkülönböztető jegyek: 
- Hegyesebb orr – az északi sáskabéka orra tompább
- Hátsó lába behúzott állapotban hosszabb, mint testhosszának a fele – az északi sáskabéka esetében ez a méret kisebb, mint a testhossz fele. A hátsó láb előrenyújtott állapotában általában túlnyúlik a déli sáskabéka orránál, míg az északi faj esetében nem éri el az orrot.
- A déli sáskabéka nagyobbat tud ugrani, mint az északi sáskabéka
- A déli sáskabéka combjának hátsó felén határozott kontúrú fekete csík húzódik,  az északi sáskabéka esetében ez a csík cakkozott szélű
- A déli sáskabéka hátsó lábának úszóhártyái kevésbé fejlettek, mint az északi sáskabékáé

## Viselkedése
A déli sáskabéka rovarokkal, pókokkal és más ízeltlábúakkal táplálkozik. Meleg időben egész évben aktív.

## Szaporodása
Szaporodása késő tavasszal és nyáron történik. A hímek hangos és gyors brekegéssel jeleznek a nőstényeknek. Egyszerre akár 150 petét is leraknak, egy szaporodási időszakon  belül akár többször is.

## Alfajok
- Acris gryllus dorsalis (Harlan, 1827)
- Acris gryllus gryllus (LeConte, 1825)